# Jiří Weinberger
Jiří Weinberger (* 2. července 1946, Brno) je český básník, textař, esejista, překladatel, analytik a konzultant.

## Vzdělání
Vystudoval matematickou statistiku na Matematicko-fyzikální fakultě Univerzity Karlovy v Praze a herectví na LŠU, kde ho ovlivnil zejména Ivan Vyskočil.

## Profesní aktivity
Jiří Weinberger se věnuje v profesním životě teorii i praxi projektového managementu kde je jedním ze zastánců použití počítačových simulací pro optimalizaci a řízení projektů, jakožto přístupu odstraňujího řadu problémů tradičních metod projektového managementu, především síťové analýzy.